# 1400

## Събития
- Влашко (сега в южна Румъния) устоява на нашествие от страна на Османската империя
- Шотландия устоява на английско нашествие
- Медичите започват да стават могъщи във Флоренция

## Починали
- 14 февруари – Ричард II, крал на Англия
- 25 октомври – Джефри Чосър, английски поет